# 우원쥔

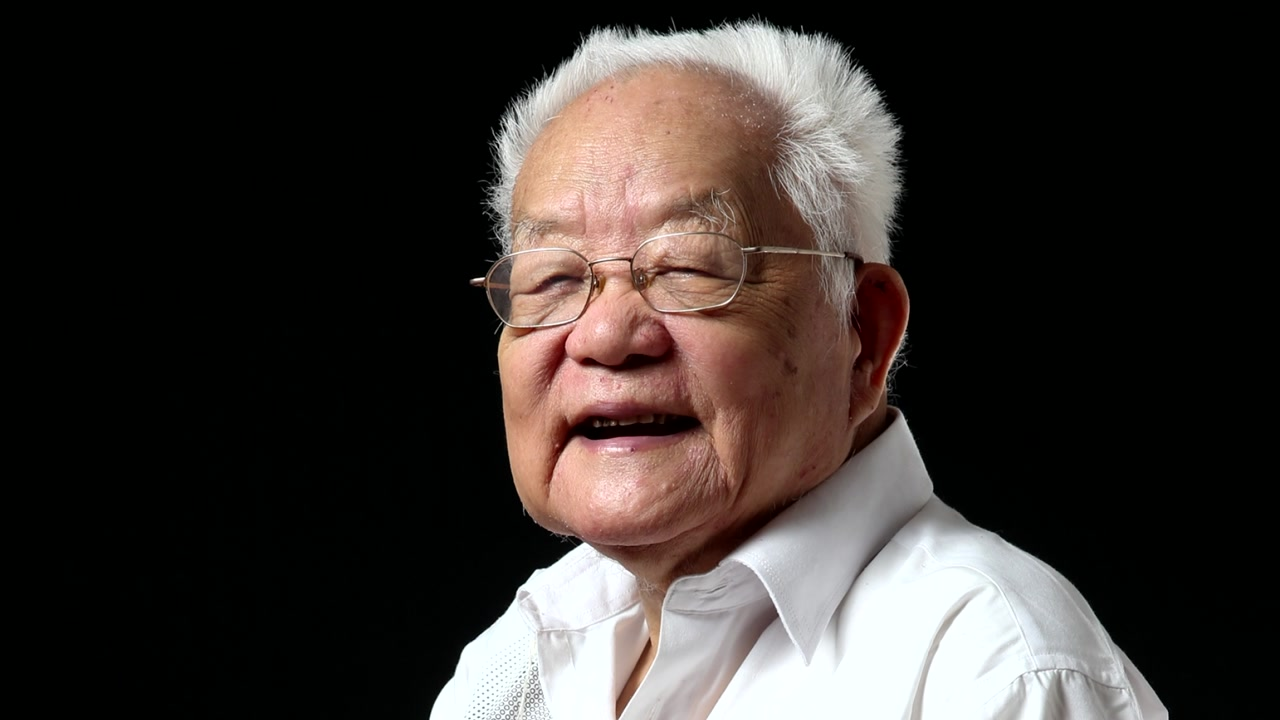
우원쥔

우원쥔(중국어 간체자: 吴文俊, 정체자: 吳文俊, 병음: Wú Wénjùn, 1919년 5월 12일~2017년 5월 7일)은 중국의 수학자 겸 과학자이다. 중국의 수학기계화 연구의 창시자로 알려져 있다.

## 생애
우원쥔은 1919년 5월 12일 중국의 상하이에서 태어났다. 1940년에 상하이 자오퉁 대학 수학과를 졸업했고 1947년에는 프랑스 스트라스부르 대학교로 유학했다. 1951년에는 베이징 대학 교수로 임용되었고 중국에서 수 많은 과학적 수학적 업적을 남겼다. 2017년 5월 7일 97세의 나이로 생을 마감하였다.

## 업적 및 수상
1957년 중국 과학원 학자로 선출되었다. 1986년에는 버클리 ICM의 초청 연사로 활동했다. 1990년 세계과학원(TWAS)의 학자로 선출되었다. 중국의 첫 첨단기술상 수상자이다. 우원쥔은 국가 영예 칭호 인민 과학자 부분에서 수상을 하였다.
우원쥔의 연구는 대수적 위상, 대수 기하학, 수학의 역사, 자동 정리 증명의 분야를 포함한다. 중국 수학의 역사 분야에서도 활동하였다. 우원쥔은 중국 수학의 10권 그랜드 시리즈의 주요 집필자로 고대부터 진 왕조 말기까지의 시간을 다루었다.
우원쥔은 1970년대 후반 중국 고대수학의 전통을 계승했다는 평가를 받고 있다. 중국 고대 전통의 수학과 계산기의 원리에서 계발을 얻은 우원쥔은 독창적인 기하정리의 기계화 증명을 연구함으로써 기계정리 증명을 보였다. 우원쥔의 수학기계화 방법은 세계적으로 우방법으로 불린다. 특히 이상기하학과 수학기계화에서 뛰어난 업적을 남겼다.

## 유산
상하이 자오퉁 대학에서는 우원쥔의 이름을 따서 자오퉁 대학 우원쥔 인공지능 명예박사반을 가동하고 있다. 2016년에는 우원쥔의 이름을 딴 우원쥔 AI과학기술상이 28개의 항목을 수여하였다.